# نورا عريقات
نورا عريقات (بالإنجليزية: Noura Erakat)‏ (من مواليد 15 يناير 1980) هي باحثة قانونية فلسطينية أمريكية في مجال حقوق الإنسان، وأستاذة مساعدة في كلية الدراسات التكاملية في جامعة جورج ماسون.
عملت نورا كأستاذة مشاركة في جامعة روتجرز وجامعة جورج ميسون وجامعة جورج تاون، وتخصصت في الدراسات الدولية. وهي منتقدة صريحة لإسرائيل.

## التعليم والوظيفة
ولدت نورا عريقات في 16 يناير 1980 في مقاطعة ألاميدا بولاية كاليفورنيا. التحقت بجامعة كاليفورنيا في بيركلي وتخرجت بدرجة البكالوريا في عام 2002، وكانت عضوًا في فاي بيتا كابا، وحصلت على زمالة الصيف في مركز حقوق الإنسان بجامعة كاليفورنيا في بيركلي في عام 2003. في عام 2005، حصلت على الدكتوراه في القانون من كلية الحقوق بجامعة كاليفورنيا في بيركلي، وحصلت على جائزة منحة فرانسين دياز التذكارية. حصلت على ماجستير في القانون من مركز القانون بجامعة جورجتاون في عام 2012.
في عام 2010، كانت أحد مؤسسي مجلة جدلية، وهي مجلة إلكترونية تصدر باللغات الإنجليزية والعربية والفرنسية، وهي تابعة لمعهد الدراسات العربية غير الهادف للربح، الذي يعمل في واشنطن العاصمة وبيروت.
عملت عريقات «كمستشار قانوني للجنة الرقابة بمجلس النواب» ودرّست سابقًا في جامعة جورجتاون. من 2012-2014، كانت زميلة فريدمان في كلية الحقوق بجامعة تمبل بيسلي. كما قامت نورا عريقات بتدريس الدراسات الدولية في جامعة جورج ميسون في فيرفاكس، فيرجينيا. وتعمل حاليًا أستاذًا مشاركًا في جامعة روتجرز.
تعمل حاليًا في مجلس إدارة معهد دراسات السياسات وكأستاذ مشارك في جامعة روتجرز، وهي عضو في مجلس إدارة معهد الأبحاث العبر-عربية، ومستشارة سياسات لصالح الشبكة: شبكة السياسات الفلسطينية.

## الحياة الشخصية
هي أخت يوسف عريقات، المعروف بلقبه على يوتيوب FouseyTube.
في يونيو / حزيران 2020، قُتل أحمد، ابن عم نورا عريقات، عند نقطة تفتيش بالضفة الغربية بالقرب من بلدة أبو ديس على يد جنود الجيش الإسرائيلي بينما كان في طريقه لنقل شقيقته وبعض أفراد الأسرة الآخرين من صالون لتصفيف الشعر في بيت لحم لحضور حفل زفافها. وبرر الضباط تصرفاتهم بأنها دفاع عن النفس، قائلين إن أحمد عريقات حاول دهسهم بسيارته، وانتقدت نورا ذلك المبرر.

## آراؤها
قالت نورا عريقات في حوار لها مع الأهرام أن «بالنسبة للقانون والسياسة، دائما ما يتم النظر إلى القانون الدولى باعتباره إلزاميا وإيجابيا. لكن التاريخ يؤكد أنه قد يُستخدم أيضا كأداة للقمع وليس فقط كأداة للتحرر، فالقانون لا يطبق نفسه ذاتيا، إنه كائن ديناميكى وهو هيكل يعكس المفاوضات السياسية، وله العديد من الهيئات المختلفة. كما له مناهج مختلفة، لأنه على عكس ما قد يعتقده الكثيرون، لاتوجد عقوبة عندما تنتهك دولة قانونا، ولا توجد طريقة لإجبار الدولة على تغيير سلوكها».

## أعمال مختارة

### كتب أكاديمية
- دولة مجهضة؟ مبادرة الأمم المتحدة والمفترقات الفلسطينية الجديدة. محررة بالاشتراك مع معين رباني، 2013.
- العدالة للبعض: القانون وقضية فلسطين. 2019.[27]

### أوراق أكاديمية
- "اللاجئون الفلسطينيون والانتفاضة السورية: سد فجوة الحماية أثناء التهجير القسري الثانوي". مجلة أكسفورد للقانون الدولي للاجئين.
- "ظاهرة جديد في زمن أوباما: تأثير عمليات القتل المستهدف على قانون الدفاع عن النفس." مراجعة قانون ولاية أريزونا.
- "الولايات المتحدة ضد. الصليب الأحمر: القانون الإنساني الدولي العرفي والاختصاص القضائي العالمي". مجلة دنفر للقانون الدولي والسياسة 41 دنف. J. Int'l L. & Pol'y 225 (شتاء 2013).
- "هذا ليس خطأ، إنه غير قانوني: وضع حصار غزة بين القانون الدولي واستجابة الأمم المتحدة". مجلة مجلة القانون الإسلامي والشرق الأدنى، Vol. 11، رقم 37، 2011-2012.
- "البحث المراوغ عن الدفاع عن النفس في القانون الدولي." 36 روتجرز إل. 164 (2009).
- " إثارة النزاع العربي الإسرائيلي: تسييس قاعات المحاكم الفيدرالية الأمريكية". 2 مجلة بيركلي لقانون الشرق الأوسط والقانون الإسلامي 27 (2009).

### في وسائل الإعلام المطبوعة
- "على الولايات المتحدة التوقف عن تمويل إسرائيل، أو السماح للآخرين بالتوسط في السلام". نيويورك تايمز، 5 أغسطس 2014.
- "العملية الإسرائيلية لا تتعلق بالأمن: وجهة نظر معارضة". يو إس إيه توداي 31 يوليو 2014.
- "خمس نقاط نقاش إسرائيلية حول غزة - وكشف حقيقتها". ذا نيشن 25 يوليو 2014.
- "العنف الهيكلي: BDS وحركة مقاومة المحو ."مراجعة لوس أنجلوس للكتب، 16 مارس 2014.

## المقابلات

### الراديو
- تهديدات إسرائيل الكبرى داخلية، وليست حماس أو إيران، بحسب رئيس الوزراء السابق إيهود باراك سي بي سي، 5 يونيو، 2018
- إلى النقطة: «رصاصة جديدة في محادثات السلام: هل سيكون الأمر مختلفًا هذه المرة؟» 31 يوليو 2013.
- ما وراء بكين: «فلسطين تسعى لإقامة دولة في الأمم المتحدة». راديو الصين الدولي، 21 نوفمبر 2012.

### فيديو
- "غزة في السياق"، gazaincontext.com، يوليو 2016.
- "مناقشة تكتيكات وأخلاقيات الحرب على جانبي الصراع في الشرق الأوسط". 24 يوليو 2014.
- "مناظرة غزة: مع تجاوز عتبة 100 قتيل فلسطيني، على من يقع اللوم على تصعيد العنف؟ وماذا يمكن أن يتم فعله؟." الديمقراطية الآن!، 11 يوليو 2014.
- مع كريس هايز: «أوباما يختتم زيارته الأولى لإسرائيل كرئيس». إم إس إن بي سي، 22 مارس 2013.
- مع كريس هايز: «ما أثار تصعيد العنف في إسرائيل وغزة». إم إس إن بي سي، 17 نوفمبر 2012.
- "القانون في هذه الأجزاء: مناقشة". WNET (برنامج تلفزيوني على بي بي إس)

## أنظر أيضاً
- يوسف عريقات
- رولا حسنين